# Вільгельм Гренбек
Вільгельм Гренбек, Ґренбек (Vilhelm Grønbech; нар. 14 червня 1873, Аллінге на Борнгольмі — 21 квітня 1948, Гельсінґор) — данський ерудит, історик культури, релігієзнавець, з 1915 по 1943 роки професор Копенгагенського університету.

## Біографія
З 1890 року Ґренбек вивчав філологію в Копенгагені, згодом працював у Королівській бібліотеці, був викладачем, а 1902 року здобув докторський ступінь, захистивши дисертацію з історичної фонетики турецької мови. Він також вивчав психологію і працював церковним органістом.
У 1914 році Лейпцизький університет безуспішно пропонував йому кафедру. У 1915 році він став професором історії релігії в Копенгагені. Під час німецької окупації його лекції збирали велику аудиторію. Журнал Frie Ord («Вільне слово»), який він заснував разом із теологом і теоретиком демократії Халом Кохом, став доволі популярним органом.
Ґренбека одинадцять разів номінували на Нобелівську премію з літератури між 1914 і 1944 роками. Ґренбек був членом Данської королівської академії наук і мистецтв, почесним громадянином Аллінге і отримав почесну резиденцію в Гельсінборзі.
Гренбек був одружений двічі. Його син Кааре Ґренбек був фахівцем із азійський мов.

## Доробок
Темами досліджень Ґренбека були германська релігія та германська міфологія, над якими він працював за високими літературними стандартами, з епічним розмахом та великою емпатією. Ґренбека також цікавив європейський та азійський містицизм, християнська релігія, історія місій у Скандинавії та німецький романтизм.
У своєму есеї «Первісна релігія» (1915) він продемонстрував складність стародавніх релігій і відкинув триступеневу еволюційну теорію розвитку релігій Джеймса Джорджа Фрезера.
Його епохальна праця «Культура і релігія германців» починається з аналізу елементарних термінів інтелектуальної культури германців (порятунок, честь, мир, клейноди, споживання пива тощо), які він глибоко висвітлює. За відсутності писемних пам'яток він спирався на перекази та легенди, які були записані пізніше. У цьому творі він також розвиває теорію ритуальної драми германців (ритуальні пісні прославлення, смерті, героїчні пісні й танці).
Свій інтерпретативно-спекулятивний метод, розроблений в есеї про германців, він використав також у своїй чотиритомній праці «Містика в Європі та Індії» про грецьку, середньовічну європейську та індійську містику. Останній том він присвятив письменникам-романтикам (зокрема такому автору, як Вільям Блейк).
У праці «Релігійні течії в 19 ст.» (Religiøse strømninger i det nittende aarhundrede) початок релігійної кризи в західному світі він бачить не в епоху Реформації, а в романтизмі кінця XVIII століття. Проте, на його думку, теорія еволюції дає шанс на те, що в юдей повернеться довіра до універсальних законів.

## Вибрані публікації
- Forstudier til tyrkisk lydhistorie. Kopenhagen 1902.
- Vor folkeæt i oldtiden. Band I—IV (1. Lykkemand og Niding. 2. Midgård og Menneskelivet. 3. Hellighed og Helligdom. 4. Menneskelivet og Guderne). 1909 bis 1912 Kopenhagen ²1955. (розширене англійське видання під заголовком The Culture of the Teutons, Oxford University Press 1932, 2 Bde.; німецьке видання: Kultur und Religion der Germanen, Hamburg: Hanseatische Verlags-Anstalt 1937—1939, 4 Bde.; Darmstadt: Wissenschaftliche Buchgesellschaft 1954, 2 Bde.; численні перевидання; репринт в одному томі, Leipzig 2011.)
- Primitiv religion. Stockholm 1915.
- Kultur og Virkelighed. Festskrift tillägnad professor Vitalis Norström på 60-års dagen den 29. januari 1916. Stockholm 1916, S. 159–70.
- Religiøse strømninger i det nittende århundrede. Kopenhagen 1922.
- William Blake. Kunstner. Digter. Mystiker. Kopenhagen 1933.
- Mystikere i Europa og Indien. Band I—IV, Kopenhagen 1925 bis 1935.
- Friedrich Schlegel i årene 1791—1808. Det Kgl. Danske Videnskabernes Selskab XXII, Kopenhagen 1935.
- Jesus Menneskesønnen. Kopenhagen 1935.
- Hellenismen. Band I—II, Kopenhagen 1940.
- Paulus. Jesu Kristi apostel. Kopenhagen 1940.
- Kristus. Den opstandne frelser. Kopenhagen 1941.
- Hellas. Band I—V, Kopenhagen 1942 bis 1953 (1. Adelstiden. 2. Revolutionen. 3. Guder og Mennesker. 4.Tænkere og Tragikere. 5. Supplement).
- Livet er et fund. En bog om humor og tragedie. Kopenhagen 1951.
- Atombomben og andre essays. Kopenhagen 1957.